# Quittebeuf
Quittebeuf – miejscowość i gmina we Francji, w regionie Normandia, w departamencie Eure.
Według danych na rok 1990 gminę zamieszkiwało 481 osób, a gęstość zaludnienia wynosiła 36 osób/km² (wśród 1421 gmin Górnej Normandii Quittebeuf plasuje się na 463 miejscu pod względem liczby ludności, natomiast pod względem powierzchni na miejscu 193).